# Norm Milley
Norman Milley (* 14. Februar 1980 in Toronto, Ontario) ist ein ehemaliger kanadischer Eishockeyspieler und heutiger Eishockeytrainer, der als Spieler zuletzt bei der Düsseldorfer EG in der Deutschen Eishockey Liga unter Vertrag stand.

## Karriere
Norm Milley begann seine Karriere bei den Sudbury Wolves, für die er von 1996 bis 2000 insgesamt vier Jahre lang in der kanadischen Juniorenliga OHL auf dem Eis stand. In dieser Zeit wurde der Flügelstürmer im NHL Entry Draft 1998 in der zweiten Runde als insgesamt 47. Spieler von den Buffalo Sabres ausgewählt. Im Sommer 2000 wurde Milley in den Kader der Rochester Americans, dem Farmteam der Sabres aus der American Hockey League, aufgenommen. Für die Americans spielte der Rechtsschütze hauptsächlich in den fünf Jahren, in denen er im Franchise der Buffalo Sabres aktiv war, wobei er in seiner ersten und seiner letzten Spielzeit ausschließlich von den Americans eingesetzt wurde. Insgesamt kam er zu 15 NHL-Einsätzen für die Buffalo Sabres, in welchen er 3 Scorerpunkte (3 Assists) erzielen konnte.
Am 18. August 2005 verpflichteten die Tampa Bay Lightning den Kanadier als Free Agent. In seiner ersten Spielzeit in Tampa stand Milley 14-mal in der National Hockey League auf dem Eis und erzielte dabei drei Scorerpunkte, darunter zwei Tore. Den Rest der Saison lief er für die Springfield Falcons, das damalige AHL-Farmteam der Lightning, auf.
Nach dem Milley in der Saison 2007/08 nur für Tampas neues AHL-Farmteam, die Norfolk Admirals, gespielt hatte, unterzeichnete er vor der Saison 2008/09 einen Vertrag bei den Grizzly Adams Wolfsburg aus der Deutschen Eishockey Liga. Das Engagement bei diesem DEL-Club sollte sich über sieben Jahre fortsetzen und mit 359 Scorerpunkten (99 Tore, 260 Assists) avancierte Milley in dieser Zeit zum bisher punktbesten Spieler in der Geschichte dieses Vereins. In diese Zeit fällt auch die bisher erfolgreichste Spielzeit der Grizzly Adams Wolfsburg – in der Saison 2010/11 wurde der Verein Hauptrundensieger und erreichte das Play-off-Finale gegen die Eisbären Berlin. In der folgenden Saison 2011/12 wurde Norm Milley mit 58 Scorerpunkten (14 Tore, 44 Assists) der punktbeste Spieler der DEL-Hauptrunde. Nachdem zum Saisonende 2014/15 eine weitere Verlängerung des Vertrages in Wolfsburg fraglich war, wechselte der Stürmer für zwei Jahre zum Ligakonkurrenten Düsseldorfer EG. Im Zuge seines Abschieds wurde Milleys Rückennummer 14 in Wolfsburg gesperrt und nicht mehr vergeben.
Da die DEG die Play-offs verpasst hatte, beendete Milley seine Karriere nach dem letzten Spiel der Hauptrunde 2016/17.

## Karrierestatistik
(Legende zur Spielerstatistik: Sp oder GP = absolvierte Spiele; T oder G = erzielte Tore; V oder A = erzielte Assists; Pkt oder Pts = erzielte Scorerpunkte; SM oder PIM = erhaltene Strafminuten; +/− = Plus/Minus-Bilanz; PP = erzielte Überzahltore; SH = erzielte Unterzahltore; GW = erzielte Siegtore; 1 Play-downs/Relegation; Kursiv: Statistik nicht vollständig)

## Erfolge und Auszeichnungen
- 1997 OHL All-Rookie Team
- 1999 Jim Mahon Memorial Trophy
- 1999 OHL Second All-Star Team
- 2000 OHL First All-Star Team
- 2000 CHL First All-Star Team
- 2012 DEL-Topscorer  der Hauptrunde 2011/12